# Serra da Imburana
Serra da Imburana é uma serra localizada no norte cearense nos municípios de Itatira, Canindé e Santa Quitéria.
O clima é o tropical quente semi-árido. A vegetação característica é a floresta subcaducifólia tropical pluvial, ou mata seca.